# Mattitjahu Szoham

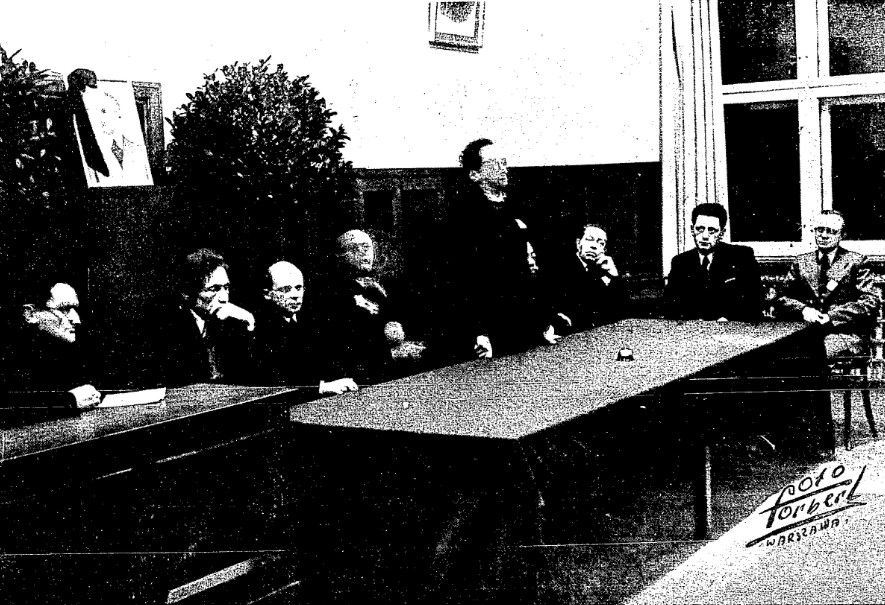
Akademia żałobna ku czci Mattitjahu Szohama w Bibliotece Judaistycznej w Warszawie przy ulicy Tłomackie

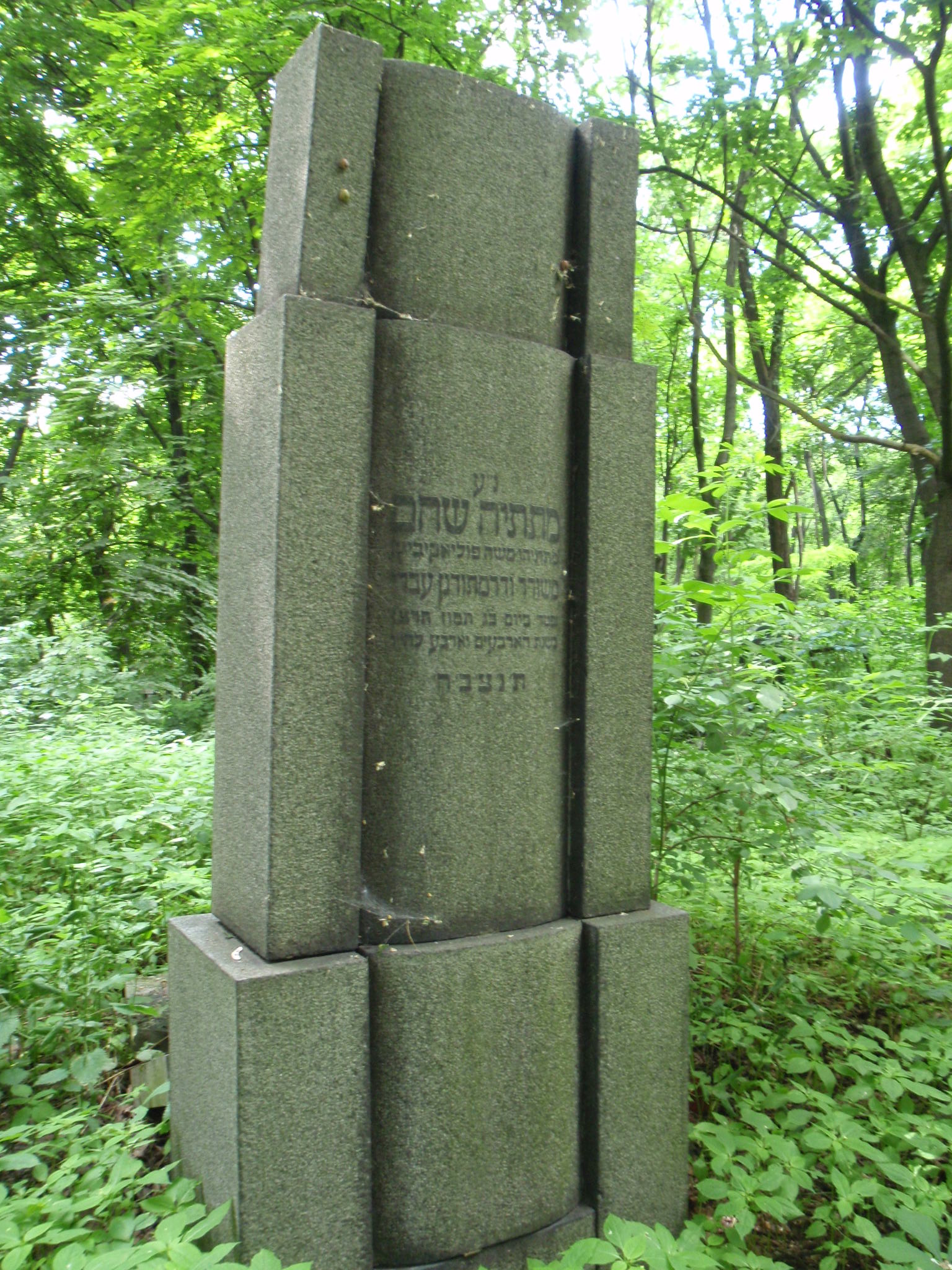
Grób Mattitjahu Szohama na cmentarzu żydowskim w Warszawie

Mattitjahu Szoham, pierwotnie Mattitjahu Polakiewicz (hebr. מתתיה שהם; ur. 1883 w Warszawie, zm. 2 lipca 1937 tamże) – żydowski poeta i dramaturg tworzący w języku hebrajskim.
Napisał poematy i liryczne cykli: Szulamit, Kedem, Peret, Ahawa i Ur Kasdim. Stworzył dramaty: Jerycho, Baalam, I bogów z żelaza tworzyć nie będziecie oraz Tyr i Jerozolima. Za ten ostatni otrzymał nagrodę miasta Tel Awiwu. Redagował czasopismo „Hatufa”, w którym także publikował. W latach 1930–1932 przebywał w Palestynie. Wykładał literaturę nowohebrajską w Instytucie Nauk Judaistycznych w Warszawie. Przewodniczył Zrzeszeniu Literatów i Dziennikarzy Hebrajskich i hebrajskiemu PEN Clubowi w Polsce.
Jest pochowany na cmentarzu żydowskim przy ulicy Okopowej w Warszawie (kwatera 31, rząd 2).